# Železničná spoločnosť Cargo Slovakia
 Železničná spoločnosť Cargo Slovakia, a. s. (deutsch wörtlich Eisenbahngesellschaft Cargo Slovakia AG), Kurzbezeichnung: ZSSK CARGO, ist ein staatliches Eisenbahnunternehmen in der Slowakei. Das ehemalige Unternehmen Železničná spoločnosť, a.s. wurde am 1. Januar 2005 in die beiden Folgeunternehmen  Železničná spoločnosť Cargo Slovakia, a.s. für den Bereich Güterverkehr und Železničná spoločnosť Slovensko für den Bereich Personenverkehr aufgeteilt.

## Unternehmensdaten
Stand 2020 (Vergleichsdaten in Klammern beziehen sich auf Anfang der 2000er Jahre)
Die ZSSK CARGO operiert mit 4.753 (7.700) Mitarbeitern, 468 (800) Lokomotiven und 1.823 (16.000) eigenen Eisenbahnwagen. Das Transportvolumen der ZSSK Cargo liegt bei jährlich 30 (50) Millionen Tonnen. Das entspricht einer Transportleistung von 5,3 (10) Milliarden Tonnenkilometer pro Jahr.
Die ZSSK Cargo hält an diversen Standorten Lokomotiven und Güterwagen instand. Sie ist die größte ECM der Slowakei. An den Standorten Bratislava, Zvolen, Žilina, Haniska pri Košiciach und Čierna nad Tisou hält ZSSK Cargo Hilfszüge vor

## Privatisierung
Im Jahr 2005 gab es Pläne der Regierung Mikuláš Dzurinda die ZSSK Cargo zu privatisieren. Interessenten waren das deutsche Unternehmen Railion, die österreichische ÖBB, die ungarische MAV und die ukrainische Güterbahn. Nach dem Regierungswechsel im Sommer 2006 sind die Pläne unter Robert Fico bis auf weiteres auf Eis gelegt worden. Der sicher geglaubte Zuschlag für die Rail Cargo Austria erfolgte nicht.
Im Oktober 2007 gab es einen weiteren Versuch eine Kooperation einzugehen. Der mögliche Kooperationspartner war das tschechische Unternehmen ČD Cargo. Der damalige Verkehrsminister der Slowakei Ľubomír Vážny sah nur so die Zukunft im europäischen Wettbewerb der beiden staatlichen Unternehmen gesichert. Mit dieser Meinung stellte er sich aber gegen die vorherrschende Meinung der Regierungspartei LS-HZDS.